# جزیره مرده ۲
جزیره مرده ۲ (انگلیسی: Dead Island 2) یک بازی ویدئویی در سبک نقش‌آفرینی اکشن و ترس و بقا است که توسط استودیو دامباستر توسعه یافته است و به‌وسیلهٔ دیپ سیلور و در آوریل ۲۰۲۳ برای پلت‌فرم‌های مایکروسافت ویندوز، پلی‌استیشن ۴، پلی‌استیشن ۵، ایکس‌باکس وان، و ایکس‌باکس سری اکس/اس منتشر شد. این سومین نسخه اصلی در مجموعه بازی‌های جزیره مرده به‌شمار می‌رود، و همچنین دنباله‌ای بر جزیره مرده در سال ۲۰۱۱ است.